# Дементьєв Сергій Васильович
Сергій Васильович Дементьєв (рос. Сергей Васильевич Дементьев; нар. 1 лютого 1960, Іваново, РРФСР — пом. 25 грудня 2019, Ангарськ, Іркутська область, Росія) — радянський, російський та український футболіст, тренер. Майстер спорту СРСР.

## Життєпис
У дорослому футболі розпочав виступи 1977 року в клубі «Ангара» (Ангарськ) у другій лізі. Незабаром став основним гравцем клубу та лідером його атак, протягом чотирьох років (1980-1983) забивав щонайменше 16 м'ячів за сезон. У 1984 році перейшов до головної команди Іркутської області — «Зірки», де теж провів результативний сезон, відзначився 15 голами.
З 1985 року виступав за сімферопольську «Таврію», в якій також був одним з лідерів нападу, відзначився 44 голами за три сезони. У 1985 та 1987 роках ставав переможцем зонального турніру другої ліги та чемпіоном Української РСР. У 1986 році в складі збірної Криму взяв участь у контрольному матчі проти збірної СРСР (2:3). Півфіналіст Кубку СРСР 1986/87, виходив на поле в півфінальному матчі проти мінського «Динамо». На початку сезону 1988 року після виходу «Таврії» в першу лігу на певний період часу залишив команду й почав виступати за «Чайку» (Севастополь), але в середині 1989 року повернувся в «Таврію» та відіграв ще близько року в першій лізі. Включений до списку 50 найкращих гравців «Таврії» за версією порталу football.ua під № 45.
У першій половині 1990-х років грав за керченський «Океан» / «Войковець» / «Металург» у нижчих лігах СРСР та України. Також виступав на аматорському за кримські клуби «Сурож» (Судак) та «Чайка» (Охотникове). Нетривалий період часу виступав в одній з нижчих ліг Польщі за «Борут» (Згеж).
У 1994 році повернувся в Ангарськ і ще чотири сезони провів за місцеву «Ангару» у другому дивізіоні Росії. Осінню частину сезону 1996 року провів у першому дивізіоні в іркутській «Зірці». У вересні 1997 року в рамках матчу другого дивізіону між «Ангарою» і «Зіркою» відбулися його символічні проводи з великого футболу.
Всього за кар'єру в першостях СРСР, України, Польщі та Росії на рівні професіоналів (майстрів) зіграв понад 540 матчів та відзначився 179 голами. У тому числі в складі «Ангари» — 244 матчі та 93 голи. Один з найкращих бомбардирів «Ангари» за всю історію, разом з Володимиром Поконіним (91).
По завершенні кар'єри гравця деякий час (1999-2001) працював директором СДЮСШОР «Ангара», потім — директором спортзалу «Нафтохімік». Грав за аматорську команду АНХК в змаганнях дорослих та ветеранів з футболу й футзалу, виходив на поле навіть у віці 59 років. Багато років працював головним тренером цієї команди.
Загинув 25 грудня 2019 року на робочому місці від побутової травми.